# Sclerophrys steindachneri
Espèce
Synonymes
- Bufo steindachneri Pfeffer, 1893
- Amietophrynus steindachneri (Pfeffer, 1893)
- Bufo incertus Scortecci, 1933

Statut de conservation UICN

 LC  : Préoccupation mineure
Sclerophrys steindachneri est une espèce d'amphibiens de la famille des Bufonidae.

## Répartition
Cette espèce se rencontre en deux populations distinctes :
- dans le Nord-Est du Nigeria, dans le Nord du Cameroun, dans le Sud du Tchad, en Centrafrique, au Soudan du Sud, dans le nord-est de la République démocratique du Congo, dans le sud-ouest de l'Éthiopie et dans le Nord-Ouest et le centre de l'Ouganda ;
- dans le nord de la Tanzanie, au Kenya, dans le sud de la Somalie.

Sa présence est incertaine au Soudan.

## Étymologie
Cette espèce est nommée en l'honneur de Franz Steindachner.

## Publication originale
- Pfeffer, 1893 : Ostafrikanische Reptilien und Amphibien, gesammelt von Herrn Dr. F. Stuhlmann im Jahre 1888 und 1889. Jahrbuch der Hamburgischen Wissenschaftlichen Anstalten, vol. 10, p. 71-105 (texte intégral).